# Āyehā-ye zamini
Āyehā-ye zamini (persa: آیه های زمینی), comercialitzada internacionalment com a Terrestrial Verses, és una pel·lícula iraniana de 2023 escrita i dirigida per Ali Asgari i Alireza Khatami.
Es va estrenar a la secció Un Certain Regard del 76è Festival Internacional de Cinema de Canes, el 23 de maig de 2023.

## Argument
Els iranians intenten fer valer els seus drets en el sistema del seu país, ja sigui l'administració o l'escola, en les relacions laborals o en els procediments de la vida quotidiana.
A través d'aquestes nou històries ambientades a Teheran, surt a la llum i es denuncia el pes aclaparador de la política i la religió al servei del poder.

## Repartiment
- Sadaf Asgari com a Sadaf
- Bahram Ark com a Bahram
- Ardeshir Kazemi com a home de 100 anys
- Gohar Kheirandish com a Mehri
- Farzin Mohades com a Ali
- Faezeh Rad com Faezeh
- Majid Salehi com a Siamak
- Hossein Soleimani com a Farbod Akhtari
- Sarvin Zabetian com Aram
- Arghavan Shabani com a Selena

## Producció
Asgari i Khatami van treballar junts en el guió, però van tenir dificultats per trobar un productor i, finalment, van produir la pel·lícula pel seu compte amb el suport financer dels amics. Aleshores, la pel·lícula es va rodar en set dies.

## Estrena
La pel·lícula es va estrenar el 23 de maig de 2023 a Canes, després de la qual es va projectar el 4 d'octubre de 2023 al BFI Festival de Cinema de Londres, el 19 d'octubre de 2023, als EUA durant el Festival Internacional de Cinema de Chicago i en altres festivals internacionals. festivals de cinema. L'estrena al cinema a Alemanya va ser l'11 d'abril de 2024.

## Premis
La pel·lícula va guanyar tant el Gran Premi com el Premi FIPRESCI al Festival de Cinema de la Ciutat de Luxemburg 2024.